# Common-rail

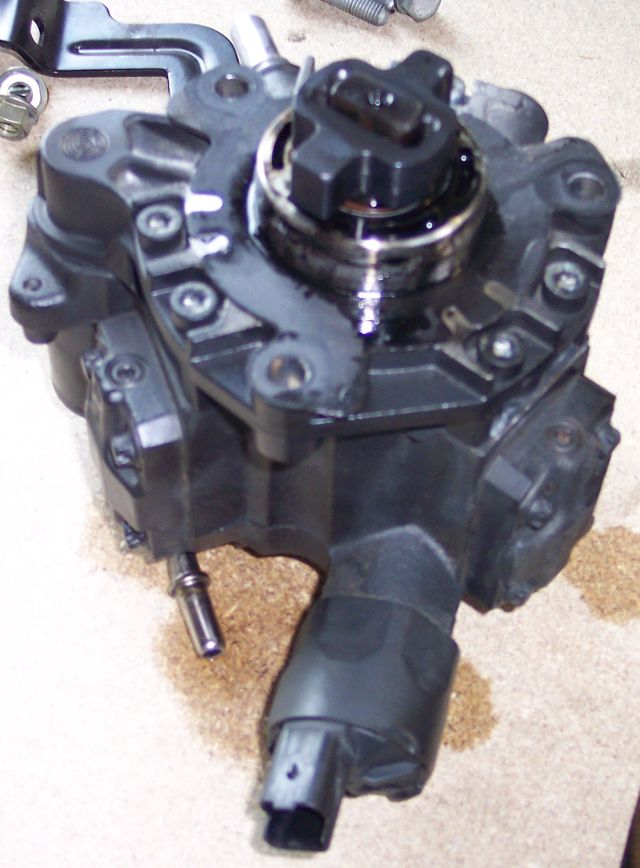
Bomba de alta presión VDO Siemens

El common-rail (o riel común) es un sistema electrónico de inyección de combustible para motores diésel de inyección directa, en el que el diésel es aspirado directamente por una bomba primaria ubicada en el tanque de combustible que ceba el circuito, a una secundaria bomba de alta presión; comandada por la correa de distribución, la cual eleva y mantiene de forma permanente el combustible a una presión de determinada de bares en el conducto común, actuando este a modo de depósito y en el que se hallan los inyectores de alta presión ubicados cada uno de ellos en su cilindro, introduciendo en la cámara de combustión de una forma muy pulverizada, pero violenta, el combustible, con lo cual al entrar en contacto con las altas temperaturas y el aire sometido a presión, se produce una detonación que es capaz de consumir del 85 al 90% del combustible introducido. Todo ello es comandado por una unidad de control de motor (ECU), en la cual se hallan todos los parámetros de cálculo.

## Historia

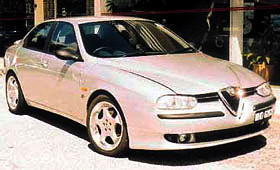
Alfa Romeo 156 JTD, primer automóvil del mundo con tecnología common-rail

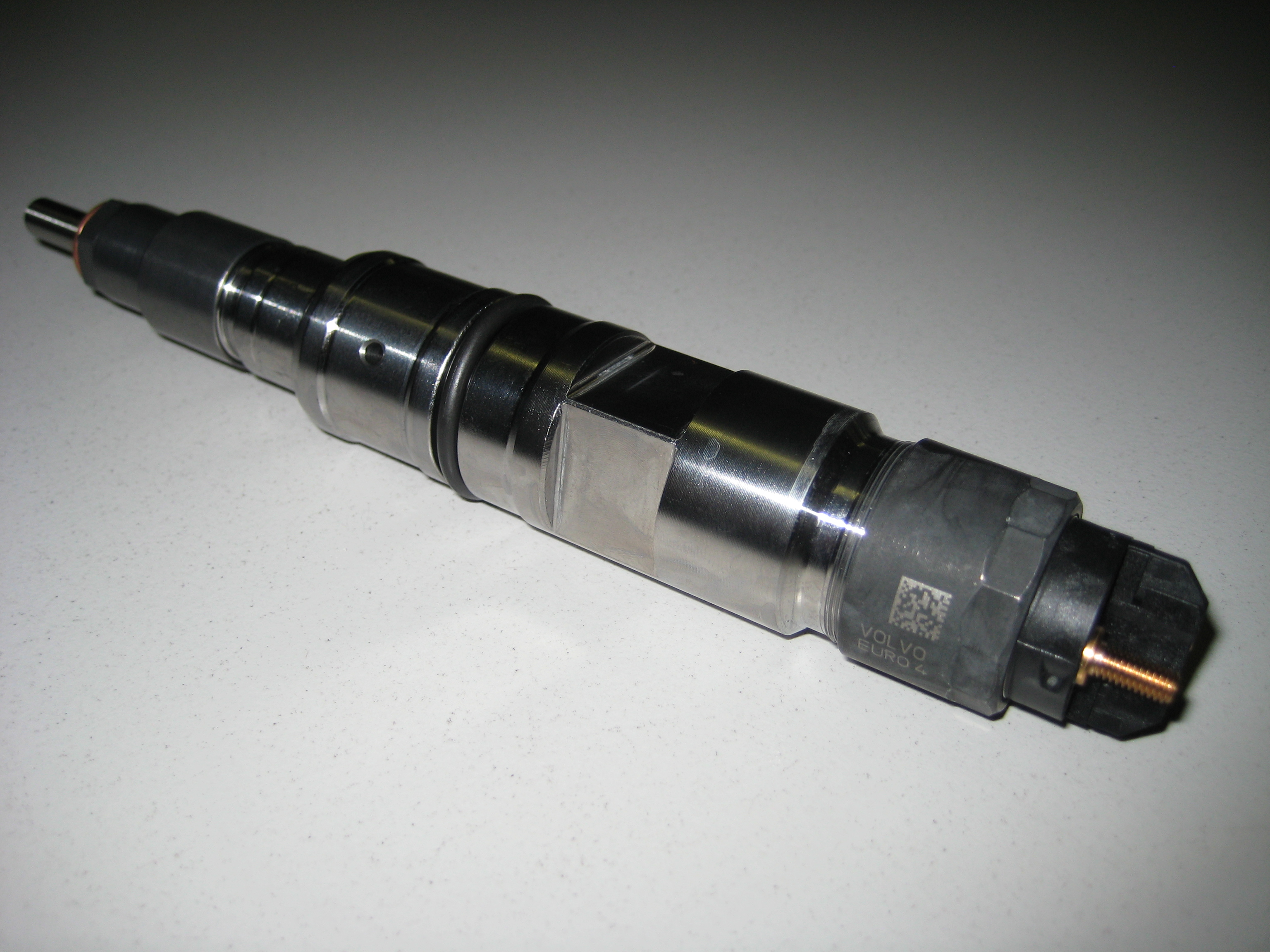
Inyector common-rail Bosch

En 1937, Prosper L'Orange desarrolló ideas para la inyección directa en motores Diésel. El common-rail surgió, entre otras cosas, de una investigación en la ETH de Zúrich entre 1976 y 1992, pero no se utilizó en ningún vehículo.
Un departamento de desarrollo del dispositivo de inyección Aken, las empresas WTZ Dieselmotoren Roßlau y SKL Magdeburg, trabajaron en un sistema de inyección Diésel controlado electrónicamente (EDES) para motores Diésel estacionarios en los años 1970. Dado que la presión del conducto común apenas cambia durante la duración de una inyección, inicialmente se utilizó el término inyección a presión constante. En la feria de Leipzig de 1981, SKL presentó al público el motor completo 6 VDS 26/20 ALE-2 como un sistema common-rail después de pruebas de resistencia exitosas durante varias miles de horas. Esta documentación muestra que el motor también puede funcionar con fueloil pesado ligero 36 cSt. El consumo de combustible se redujo en 9 g (0,3 onzas) / kWh y la opacidad de los gases de escape al 60%. El control electrónico funcionó con notable velocidad y precisión.
El primer motor Diésel common-rail del mundo para un vehículo de carretera, fue el MN 106 de VEB IFA Motorenwerke Nordhausen, que se instaló en un camión IFA W 50 modificado. El 16 de mayo de 1985, el W50 circuló por primera vez en una vía pública en Chemnitz. En 1986 se habían recorrido 17 000 km (10 600 millas). En la República Democrática Alemana, el sistema se llamaba EDES ("Sistema electrónico de inyección Diésel"). Debido a la falta de recursos financieros, el desarrollo fue cancelado. Después de una restauración, el motor se exhibió en el Museo August Horch hasta marzo de 2014 . El motor está cedido en el Museo IFA de Nordhausen desde 2014.
En los años 1980, sobre la base de los resultados de la ETH, comenzó la preparación del sistema common-rail Unijet. El sistema fue desarrollado por Magneti Marelli, Centro Ricerche Fiat y Elasis hasta 1993. Sin embargo, problemas con las tolerancias de los inyectores impidieron inicialmente la producción en serie planificada. Bosch compró las patentes a finales de 1993 y desarrolló todavía más el sistema common-rail hasta que estuvo listo para la producción en serie. Diez años después del primer coche con inyección directa, que fue el Fiat Croma TD id, en octubre de 1997 salió al mercado el primer vehículo de carretera con inyección common-rail: el Alfa Romeo 156 JTD. Poco antes, en septiembre de 1997, el MTU serie BR4000 para aplicaciones ferroviarias y fuera de carretera con un sistema common-rail de L'Orange en serie.
En 1998, Daimler-Benz fue el primer fabricante alemán en seguir con el OM 611. BMW también ofreció un motor common-rail con el BMW M57. En el mismo año, Citroën también comenzó a desarrollar e introdujo su propio sistema con el C6.
El Groupe PSA-Peugeot-Citroën, en cooperación con Siemens AG, lanzó al mercado los primeros inyectores piezoeléctricos. Con los tiempos de reacción cortos de la tecnología piezoeléctrica, en los que los tiempos de inyección se pueden controlar con mayor precisión y rapidez, son posibles hasta ocho inyecciones por proceso de combustión. Esto mejora todavía más el proceso de combustión y las propiedades acústicas de funcionamiento, el motor logra menores valores de emisión y menor consumo con la misma potencia.
Los proveedores más importantes de sistemas common-rail en la actualidad son Bosch, L'Orange, Delphi, Denso, Magneti Marelli y Continental AG.
Mediante la subsidiaria de componentes de Fiat S.p.A., Magneti Marelli y Fiat Powertrain Technologies (FPT); y, al quedar en posesión de una parte de la patente de Fiat, esta continuó desarrollando la tecnología del common-rail con una segunda y tercera generación vigentes, denominadas MultiJet de distintas fases y etapas en la inyección.
Desde 2003, son de uso exclusivo para vehículos del Grupo Fiat, posteriormente Fiat Chrysler Automobiles y, desde 2021, Stellantis.
Este sistema Bosch y el resto de fabricantes de componentes no los pueden comercializar, pues el acuerdo inicial es simplemente para la comercialización del sistema Common-Rail Unijet inicial.
Tomando FCA una clara ventaja en el desarrollo tecnológico de vanguardia de este sistema y siendo referente frente al resto de constructores de automóviles mundiales.

## Concepto

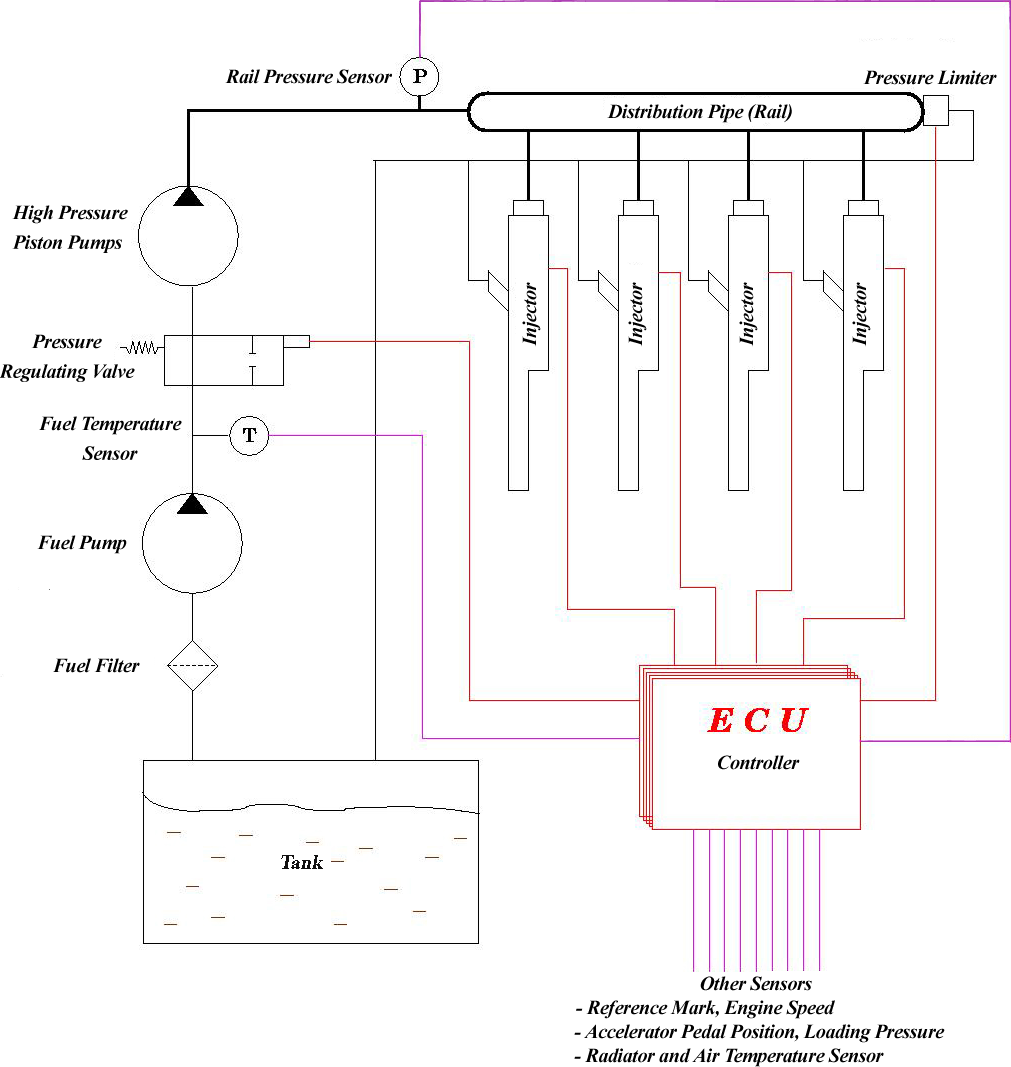
Esquema básico del common-rail

La idea esencial que rige el diseño es lograr una pulverización mucho mayor que la obtenida en los sistemas de bomba de inyección anteriores, para optimizar el proceso de inflamación espontánea de la mezcla que se forma en la cámara al inyectar el Diésel, principio básico del ciclo diésel. Para ello, se recurre a hacer unos orificios mucho más pequeños, dispuestos radialmente en la punta del inyector (tobera), compensando esta pequeña sección de paso con una presión mucho mayor.  
Es esencialmente igual a la inyección multipunto de un motor de gasolina, en la que también hay un conducto común para todos los inyectores, con la diferencia de que en los motores Diésel se trabaja a una presión mucho más alta.[cita requerida]

## Funcionamiento
El combustible almacenado en el depósito de combustible a baja presión es aspirado por una bomba de transferencia accionada eléctricamente o mecánicamente y enviado a una segunda bomba, en este caso de alta presión, que inyecta el combustible a presiones, que pueden variar desde unos 250 bares (24 500 kPa; 3553 psi) hasta entre 1000 a 2000 bares (98 000 a 196 000 kPa) (14 214 a 28 427 psi) al cilindro, según las condiciones de funcionamiento.
La bomba de transferencia puede ir montada en la propia bomba de alta presión cuanto es mecánica y es llamada bomba de engranajes, accionada por el mecanismo de distribución y sobre todo en el interior del depósito de combustible. El conducto común es una tubería o "rampa" de la que parte una ramificación de tuberías para cada inyector de cada cilindro.
La principal ventaja de este sistema es que permite controlar electrónicamente el suministro de combustible, permitiendo así realizar hasta cinco pre-inyecciones antes de la inyección principal, con lo que se consigue preparar mejor la mezcla para una óptima combustión. Esto genera un nivel sonoro mucho más bajo y un mejor rendimiento del motor.[cita requerida]

## Sensores principales
- Sensor de régimen o CKP para sincronizar las inyecciones con los ciclos del motor.
- Sensor de fase o CMP para distinguir entre los cilindros gemelos (por ejemplo: el 2 y el 3), el cual de ellos está en fase de compresión y en escape, para inyectar en el cilindro que corresponde.
- Sensor del pedal de acelerador, para detectar la carga requerida por el conductor y según la pendiente.
- Sensor de presión de Rail o RPS, para detectar la presión en cada instante.[cita requerida]

## Sensores secundarios
- Sensor de temperatura del motor o ECT para compensar en el arranque en frío.
- Sensor de temperatura del combustible para compensar con Diésel muy caliente.
- Caudalímetro másico de aire o MAF para controlar el funcionamiento de la recirculación de gases de escape (EGR).
- Sensor de presión de admisión del colector o MAP, para detectar la sobrealimentación del turbocompresor.[cita requerida]

## Actuadores principales
- Inyectores hidráulicos de mando electromagnético, o piezoeléctrico.
- Regulador de presión del rail.
- Regulador de caudal de entrada a la bomba de alta presión.[cita requerida]

## Actuadores secundarios
- Electroválvula de regulación del EGR.
- Relé de control de los precalentadores.
- Mariposa de parada.[cita requerida]

## Ventajas
La principal ventaja de este sistema es que se puede regular la presión en los inyectores en función de la carga motor de una manera muy precisa, con lo que se obtiene una regulación del caudal óptima. Por ejemplo, al circular el vehículo subiendo a 2000 rpm por una ligera pendiente, la necesidad de par motor y por tanto de potencia = par motor × rpm es mayor que cuando el vehículo circula a las mismas 2000 rpm cuando baja la misma pendiente. En los sistemas mecánicos anteriores de inyección por bomba, la presión era prácticamente la misma y había que variar el caudal mediante variación del tiempo de inyección actuando sobre el tiempo de compresión de la bomba de inyección.
Valores típicos de presión son 250 bares (24 500 kPa; 3553 psi) a ralentí, hasta 2000 bares (196 000 kPa; 28 427 psi) a plena carga, aunque no necesariamente a revoluciones máximas.
La óptima atomización del combustible por parte de los inyectores hidráulicos de mando electrónico, controlados por una centralita electrónica de inyección y, la alta presión a la que trabaja el sistema, hacen que se aumente el par y, por lo tanto, la potencia en todo el rango de revoluciones se reduzca el consumo de combustible y se disminuya la cantidad de emisiones contaminantes, en especial los óxidos de nitrógeno, el monóxido de carbono y los hidrocarburos sin quemar.
Al no haber un mecanismo mecánico que rija cuándo se debe inyectar el combustible, se puede elegir libremente cuándo inyectar, incluso realizar varias inyecciones en un mismo ciclo. Esto permite la preinyección que se produce justo antes de la principal, aumentando la presión y temperatura dentro del cilindro, lo que mejora la combustión y disminuye el ruido característico de los Diésel.

## En la actualidad
Actualmente, casi todos los automóviles nuevos fabricados en el mundo con motor diésel, incorporan common-rail identificados bajo distintas siglas según el fabricante (CDi, CDTI, CRDI, DCi, HDi, i-CTDI, i-DTEC, JTD - MultiJet, TDCI, QUADRA-JET y, actualmente desde 2012, se incorpora de forma masiva en todos los TDI. Bosch, Magneti Marelli, Siemens AG (filial de Bosch Gmbh), Delphi y Denso son los fabricantes más importantes de estos sistemas. Entre los sistemas mencionados existen diferencias considerables en cuanto a la regulación de la presión y el funcionamiento eléctrico de los inyectores, pero básicamente se rigen por la misma forma de trabajo mecánico.
Desde 2003, los automóviles comercializados por Fiat Group Automobiles disponen de una variante más sofisticada del sistema common-rail denominada MultiJet. Esta tecnología desarrollada y patentada por Magneti Marelli (Fiat S.p.A.), permite un mejor control de la mezcla con hasta cinco inyecciones diferentes por ciclo, lo que conlleva mejoras en los consumos, prestaciones y menor impacto ambiental. En 2009 se comenzaron a comercializar automóviles con tecnología MultiJet II, una segunda versión de este sistema con hasta ocho inyecciones, mejorando todos los parámetros de la anterior y sin tener que recurrir a un filtro de partículas de escape y sistemas reducción catalítica selectiva (SCR) con la adición de urea en el sistema (AdBlue), tal y como si sucede en la gran mayoría del resto de marcas automotrices, aumentando el coste de fabricación de los vehículos para los fabricantes y para los consumidores redunda en un mayor coste por kilómetro realizado y de mantenimiento.[cita requerida]